# Contea di Pittsburg
La contea di Pittsburg ( in inglese Pittsburg County ) è una contea dello Stato dell'Oklahoma, negli Stati Uniti. La popolazione al censimento del 2000 era di 43 953 abitanti. Il capoluogo di contea è McAlester.